# Борисівське газоконденсатне родовище
Борисівське газоконденсатне родовище — належить до Рябухинсько-Північно-Голубівського газоносного району Східного нафтогазоносного регіону України.

## Опис
Розташоване в Харківській області на відстані 12 км від смт Шевченкове.
Знаходиться в південно-східній частині півн. прибортової зони Дніпровсько-Донецької западини в межах Граківсько-Борисівської групи структур.
Структура виявлена в 1974-82 рр. Пласти утворюють структурний ніс, обмежений з північного сходу скидом. Амплітуда порушення 50-150 м. Розмір пастки по ізогіпсі — 1800 м 8,5х1,5 м, амплітуда 125 м. Перший промисл. приплив газу отримано з інт. 1865—1882 м у 1984 р.
Поклад пластовий, тектонічно екранований. Колектори — кварцові та кварцово-польовошпатові дрібнозернисті пісковики. Режим покладу пружноводонапірний. Запаси початкові видобувні категорій А+В+С1: газу — 740 млн. м³; конденсату — 22 тис. т.